# Boyko Borisov
Boyko Metodiev Borisov, em búlgaro:  Бойко Методиев Борисов (Bankya, 13 de junho de 1959), é um político búlgaro, que foi primeiro-ministro do seu país.

## Biografia
É engenheiro pelo Instituto de Estudos Superiores do Ministério do Interior em 1978, com especialidade em combate a incêndios. Serviu na polícia búlgara, de onde saiu com o posto de tenente-general.
Em 2005, foi eleito prefeito de Sófia, cargo que exerceu até 2009. Nas eleições legislativas de 2009, seu partido obteve a maioria dos assentos e Borisov foi indicado ao cargo de primeiro-ministro. Foi sucedido por Marin Raykov a 13 de março de 2013, na sequência da queda do seu governo.
Em 2014, o seu partido (GERB) foi o vencedor das eleições legislativas, sem maioria absoluta, pelo que Borisov, enquanto líder do partido mais votado, negociou uma coligação com o Bloco Reformista; o novo governo tomou posse a 7 de novembro de 2014 e manteve-se até 24 de janeiro de 2017.

## Acusações de corrupção
Boïko Borissov é considerado a "pedra angular dos excessos mafiosos do país". Diz-se que a corrupção se propagou sob o seu governo, fazendo da Bulgária o país com o pior ranking da União Europeia pela ONG Transparência Internacional. Diz-se que o Primeiro Ministro e a sua comitiva beneficiaram em particular de um sistema de desvio de fundos europeus atribuídos para a construção de auto-estradas. Segundo o cientista político Evgenii Dainov, Boïko Borissov "impôs a estrutura feudal de um bando do qual ele é o chefe, com os seus tenentes à sua volta e os chefes locais, alguns dos quais têm antecedentes criminais. O seu objectivo: fazer lucro privado com fundos públicos. ". Apesar da divulgação de documentos comprometedores, tais como gravações áudio ou fotografias tiradas por uma das suas amantes mostrando numerosos maços de notas de 500 euros numa gaveta, a magistratura nunca abriu uma investigação.
A Bulgária também nunca foi sancionada pela União Europeia, o que alguns analistas atribuem à proximidade de Boiko Borissov à Chanceler alemã Angela Merkel e ao Partido Popular Europeu. No entanto, um relatório da Comissão sobre o Estado de direito, e mais tarde uma resolução do Parlamento Europeu, denunciou o "abuso sistémico" dos subsídios da UE, a falta de independência do poder judicial, bem como o controlo dos meios de comunicação social por oligarcas próximas do governo.